# マスクト・アンド・アノニマス
『マスクト・アンド・アノニマス』（Masked and Anonymous）は、映画『Masked and Anonymous（邦題: ボブ・ディランの頭のなか）』（監督: ラリー・チャールズ、主演: ボブ・ディラン、2003年公開）のサウンドトラックとして、同年にリリースされたアルバム。ディラン自身の他、各国のさまざまなアーティストがディランの楽曲をカバーし収録している。全14曲。
上記内容に加え、ディランの既存音源より7曲をリマスター収録したSACD HYBRID ディスク付属の限定盤が海外版にのみ存在していたが、日本国内でも後の2005年に発売された。

## 収録曲
特記なき楽曲はボブ・ディラン作詞・作曲

### Disc 1
1. マイ・バック・ページ - My Back Pages
真心ブラザーズ
2. ガッタ・サーヴ・サムバディ - Gotta Serve Somebody
シャーリー・シーザー
3. ダウン・イン・ザ・フラッド（堤防決壊） - Down In The Flood
ボブ・ディラン
4. イッツ・オール・オーバー・ナウ、ベイビー・ブルー - It's All Over Now, Baby Blue
グレイトフル・デッド
5. モスト・オブ・ザ・タイム - Most Of The Time
ソフィー・セルマーニ
6. こんな夜に - On A Night Like This
ロス・ロボス
7. ダイアモンド・ジョー - Diamond Joe
ボブ・ディラン
8. ライク・ア・ローリング・ストーン - Come Una Pietra Scalciata (Like A Rolling Stone)
アルティコロ・トレントゥーノ
9. コーヒーもう一杯 - One More Cup Of Coffee
セルタブ・エレネル
10. 彼女にあったら、よろしくと - Non Dirle Che Non E' Cosi' (If You See Her, Say Hello)
フランチェスコ・デ・グレゴーリ
11. ディキシー- Dixie
ボブ・ディラン
12. セニョール - Senor (Tales Of Yankee Power)
ジェリー・ガルシア・バンド
13. コールド・アイアンズ・バウンド - Cold Irons Bound
ボブ・ディラン
14. シティ・オブ・ゴールド - City Of Gold
デキシー・ハミングバーズ

### Disc 2
※限定版にのみ付属
1. All I Really Want To Do
Album Version、ライブ
2. Love Minus Zero/No Limit
Album Version
3. Stuck Inside Of Mobile With The Memphis Blues Again
4. Tangled Up In Blue
Album Version
5. Gotta Serve Somebody
6. Moonlight
Album Version
7. Cold Irons Bound
New Version

## リリース
日本
| 日付          | レーベル | フォーマット     | カタログ番号 | 付記           |
| ------------- | -------- | ---------------- | ------------ | -------------- |
| 2003年8月27日 | ソニー   | CD               | SICP-430     |                |
| 2005年7月20日 | ソニー   | CD + SACD HYBRID | MHCP-817･818 | 完全生産限定盤 |